# Marskalkens jaktstuga
Marskalkens jaktstuga (finska: Marskin maja) är marskalk Gustaf Mannerheims före detta jaktstuga i Loppis i det finländska landskapet Egentliga Tavastland. Stugan donerades till Mannerheim när han fyllde 75 år i juni 1942, medan fortsättningskriget pågick.
Idag fungerar stugan som ett museum och en restaurang.

## Historia
När marskalken Mannerheim fyllde 75 år önskade general Erkki Raappana, undersergeant Taavo Laitinen och korpral Samuli Pääkkönen att överbefälhavaren skulle ta emot en jaktstuga som hade byggts vid sjön Lieksajärvi. Lieksajärvi var en stor ödemarkssjö och kring stugan fredades 10 000 hektar där jakt var tillåtet enbart med specialtillstånd. Mannerheim besökte stugan första gången i september 1942. Även om det finns ett foto där Mannerheim poserar som jägare vid stugan jagade han inte där. Han blev dock förtjust i stugan och trivdes i bastun som tillhörde jaktstugan.
Kriget fortsatte och man började tänka hur det skulle gå för stugan om sovjetiska trupper skulle nå området. Man beslöt att montera ner stugan och flytta den inåt landet. En ny placering hittades i Loppis på Keurusselkätrakten vid sjön Puneliajärvi. Stället döptes till Sisula. En jordbrukare som hette Kassari önskade donera fyra hektar mark till stugan men Mannerheim bestämde sig för att betala enligt det verkliga värdet.
Mannerheim besökte jaktstugan i Loppis ungefär åtta gånger men orkade inte jaga mycket. Sista gången Mannerheim besökte stugan var på våren 1948.
Senare donerades stugan åt Finlands allmänna jägarförbund. Jägarförbundets styrelse grundade stiftelsen Sisula för att driva verksamheten vid jaktstugan. Senare beslöt stiftelsens styrelse att flytta stugan till Fölisöns friluftsmuseum i Helsingfors men det hände aldrig. Stiftelsen Sisula upplöstes i februari 1958 och stiftelsens egendom överfördes till Föreningen för marskalken av Finland Mannerheims jaktstuga. Föreningen renoverade stugan till ett museum.